# دنس پاپ
دنس پاپ (به انگلیسی: Dance Pop) موسیقی پاپ رقص‌گرایی است که از پست دیسکو (به انگلیسی: Post Disco) توسعه یافته و از اوایل ۱۹۸۰ آغاز شد.